# يان روبنسون (ناقد أدبي)
يان روبنسون (بالإنجليزية: Ian Robinson)‏ هو ناقد أدبي بريطاني، ولد في 1944 في Retford ‏ في المملكة المتحدة.